# Silva Gunbardhi
Silva Gunbardhi, född 1980 i Vlora, är en albansk sångerska. Hennes största hit är låten "Të ka lali shpirt", släppt i januari 2013.

## Biografi
Gunbardhi föddes i den sydalbanska kuststaden Vlora år 1980. Vid sex års ålder deltog hon för första gången i en musiktävling för barn. 2001 deltog hon i Festivali i Këngës tillsammans med Kozma Dushi och med låten "Gënje! Por thuaj të dua". De lyckades dock inte vinna tävlingen. Gunbardhi gjorde ett nytt försök att vinna tävlingen år 2006 då hon ställde upp i Festivali i Këngës 45 med låten "Dua të jem". Hon tog sig dock inte vidare till finalen av tävlingen. 
2007 debuterade hon i Top Fest med låten "Je ti". Hon vann dock inget pris i tävlingen. 2008 debuterade hon i Kënga Magjike med låten "Të doja shumë". Med låten tog hon sig till final och vann pris för bästa ballad i tävlingen. Året därpå deltog hon i Kënga Magjike 11 tillsammans med Kelly och låten "Pyet zemrën". De vann i finalen pris för bästa tolkning. 
I januari 2013 släppte Gunbardhi tillsammans med rapparna Mandi och Dafi låten "Të ka lali shpirt". Låten blev snabbt populär, och blev på Youtube en av de mest sedda albanska låtarna någonsin. I oktober 2019 hade låten över 500 miljoner visningar på Youtube.

## Diskografi

### Album
- Plaku, plaka
- 2013 – Të ka lali shpirt